# Nyctophilus gouldi
Nyctophilus gouldi је врста слепог миша из породице вечерњака (лат. Vespertilionidae).

## Распрострањење
Врста има станиште у Аустралији и Индонезији.

## Станиште
Врста Nyctophilus gouldi има станиште на копну.
Врста је по висини распрострањена од нивоа мора до 1.240 m надморске висине. 

## Угроженост
Ова врста није угрожена, и наведена је као последња брига јер има широко распрострањење.

### Популациони тренд
Популација ове врсте се смањује, судећи по расположивим подацима.